# JR貨物EF510形電気機関車
EF510形電気機関車（EF510がたでんききかんしゃ）は、日本貨物鉄道（JR貨物）が2001年（平成13年）から製作している交直流電気機関車。
本項では、東日本旅客鉄道（JR東日本）で2009年（平成21年）から2016年（平成28年）まで運用されたEF510形500番台についても述べる。

## 概要
日本海縦貫線・常磐線などで1968年（昭和43年）から長年使用されてきた交直両用電気機関車EF81形の取替えを目的に開発された。
日本海縦貫線は区間内が直流・交流（60 Hz）・交流（50 Hz）の異なる方式で電化され、これまで同区間を通して運転される機関車牽引列車はEF81形を使用してきた。JR移行直後から後継機の開発が開始され、同区間用として1990年（平成2年）にEF500形が試作された。定格出力 6,000 kWの同形式は輸送量に比べ過大な出力や技術上の問題などで量産に至らず、輸送量に適合した性能を有する新型機関車の開発が以後の課題とされた。
東海道・山陽本線を主とする直流電化区間用としては、運用コストを適正化した形式として同時期にEF210形が製作された。同形式の設計を基にして交直両用機の開発が進められ、2002年（平成14年）1月に三菱電機・川崎重工業で先行量産車の1号機が完成した。
同年2月から10月に行われた基本性能の確認試験および営業編成を使用した営業運転確認を踏まえて本形式は2003年（平成15年）から量産を開始し、老朽化の進むEF81形を徐々に淘汰しつつある。0番台に関しては、公募によって、同時期に登場したEH200形の「ECO-POWER ブルーサンダー」と対をなす形で「ECO-POWER レッドサンダー」の愛称が付けられている。
JR貨物が設計・製造する機関車は先行試作車に900番台を付番しているが、本形式は先行量産車が1号機となっており、唯一900番台が存在しない。

## 構造

### 車体
耐候性鋼板を使用し、高運転台式非貫通の前面形状や正面窓上に短い庇を設けた意匠はEF500形に類似する。前照灯は運転台下部のほか、上部中央の屋根上にも設ける。外部塗色は、車体上部が朱赤色、車体裾部が灰色、塗り分けの境界部と前照灯の位置に白色の帯を配する。
機械室内の機器配置はZ形通路形式とし、車体中央で通路配置が逆転する。これは機器室内の通路幅を確保し、整備性の向上に配慮した。このため側面の窓配置は向かって左側に採光窓が並び、向かって右側に通風孔を設ける配置となる。
主要機器の冷却には、個別に設置された送風機と送風ダクトによる外気を用いるが、補助電源装置の冷却方式は夏季と冬季で異なり、夏季は外気を直接取り入れ換気を促し、冬季は内部で空気を循環させ、機器室を密閉する。これは冬季に雪の侵入を防止するための機構。
屋根上の特別高圧機器類は寒冷な気候条件と塩害への対策として、パンタグラフと保護接地スイッチのみを屋根上に設置し、従来機では屋根上に設けていた断路器や遮断器などは室内に配置する。

### 主要機器
主回路装置には、EH500形から採用された高速トルク制御機能を有する三菱電機製のVVVFインバータシステムで、制御素子はIGBTを用いる主変換装置を採用する。主変換装置は強制風冷式とし、3レベル電圧形PWMコンバータ+2レベル電圧形PWMインバータ2組で構成、それを3台搭載した、1台のインバータで1台の主電動機を個別に制御する1C1M方式である。後述する補助電源装置故障時には、運転台からの遠隔操作で第1軸の主変換装置インバータ部を補助電源装置のバックアップとして使用できるフェイルセーフ配慮がなされた。
補機類の電源となる補助電源装置は、主変圧器3次巻線からの出力を直流に変換する整流部と、直流電源を三相交流440 Vに変換するインバータ部（170 kVA）で構成されている。
主変圧器は、送油風冷式の外鉄形、定格容量3,490kVAのものを1基搭載する。2次巻線は6群構成とし、主変換装置のコンバータ部に、3次巻線は補助電源装置に接続されている。
主電動機はEF210形と同一のかご形三相誘導電動機FMT4形（1時間定格電圧1,100 V、1時間定格電流370 A、1時間定格出力565 kW）を6基装備する。
台車はEF210形と同様の軸梁式ボルスタレス台車FD7N形（両端）・FD8A形（中間）である。軸距は2,500 mm、車輪径は1,120 mmであり、台車間距離6,200 mmで配置される。駆動装置は1段歯車減速つりかけ式であり、主電動機の車軸支え軸受部をころ軸受とすることで歯車かみ合い精度向上とメンテナンスフリー化を図っている。歯車比は5.13（大歯車82/小歯車16）である。基礎ブレーキは焼結制輪子を用いたユニットブレーキを採用し、留置ブレーキとしてばね式ブレーキを備える。
ブレーキシステムは、単機ブレーキが発電ブレーキ併用の電気指令式空気ブレーキ、編成ブレーキが電磁自動空気ブレーキである。寒冷地仕様として耐雪ブレーキ機能を装備し、車輪と制輪子の間に雪を侵入させない構造としている。
パンタグラフは上昇動作時の鉤外し機構を空気式としたシングルアーム式の FPS5形で、関節部を車体中心に向けて搭載する。
空気圧縮機はC2000相当を採用し、床下の台車周辺に除湿装置とともに2基搭載されている。
運転室は気密性を高め、空調装置を配置した。運転席周囲の機器配置は既存の新型機とほぼ共通の構成とされ、運転中の各種情報や、点検時の自己診断結果などを集中して表示するモニタ装置を設ける。

## 番台別概説

### 0番台

#### 先行量産機（1号機）
2002年1月に製作された。既に実用段階にあった直流電気機関車EF210形の基本設計を踏襲したことから試作機とはされず、量産を前提とした仕様の「先行量産機」とされている。新鶴見機関区に配置され、各種試験に供された。2003年末に落成した量産2号機・3号機とともに2004年3月13日から日本海縦貫線で運用を開始した。
外観においては、車体裾の白線の幅が広く運転室脇のJR (FREIGHT) のマークが車体中央部に寄っている。新製時の車体側面にはJRFのロゴマークのみが描かれていたが、このロゴマークは2020年（令和2年）の全般検査によって消去されており、現在はロゴが描かれていないシンプルな車体外観になっている。

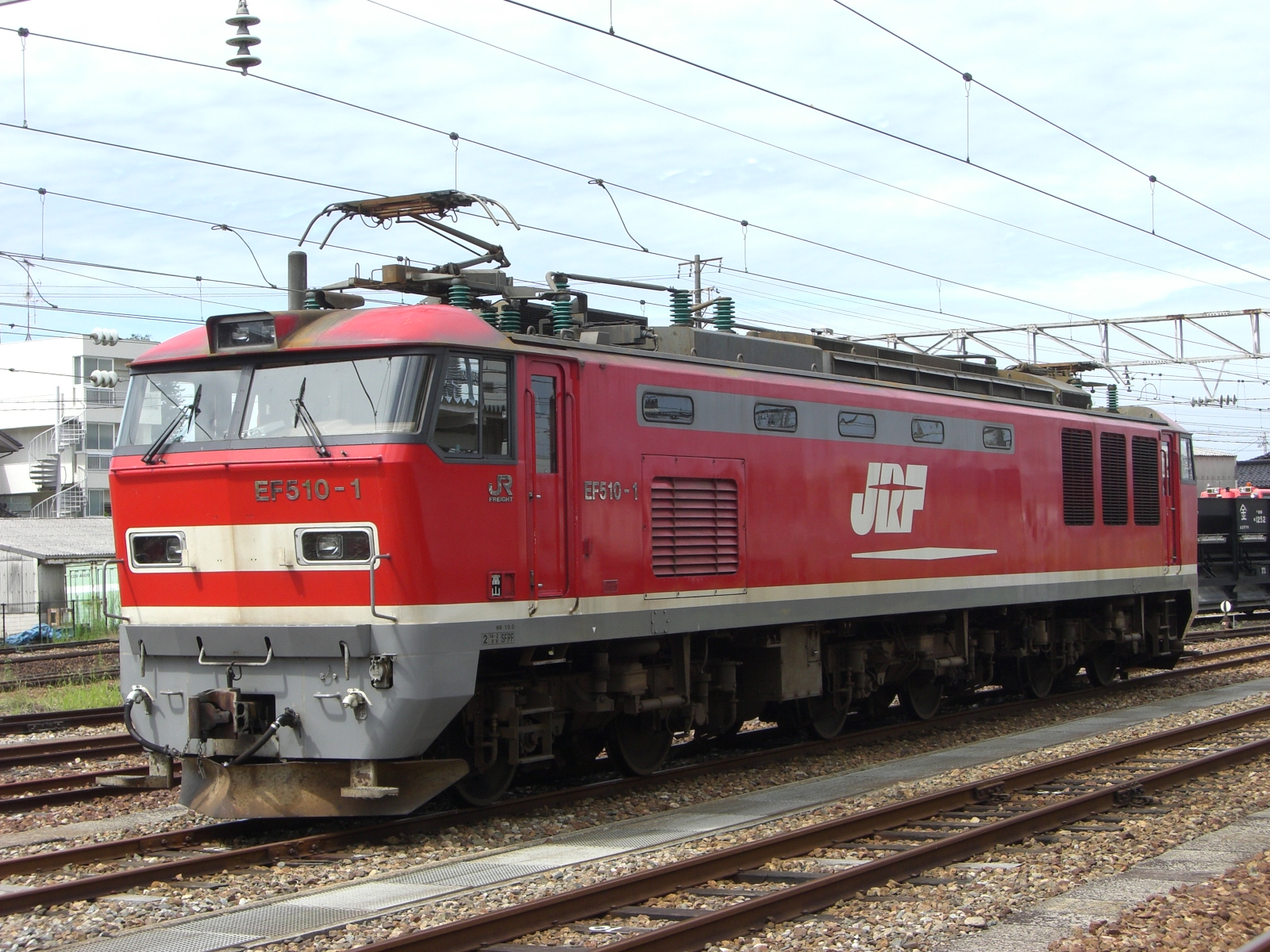
1号機（2009年8月）
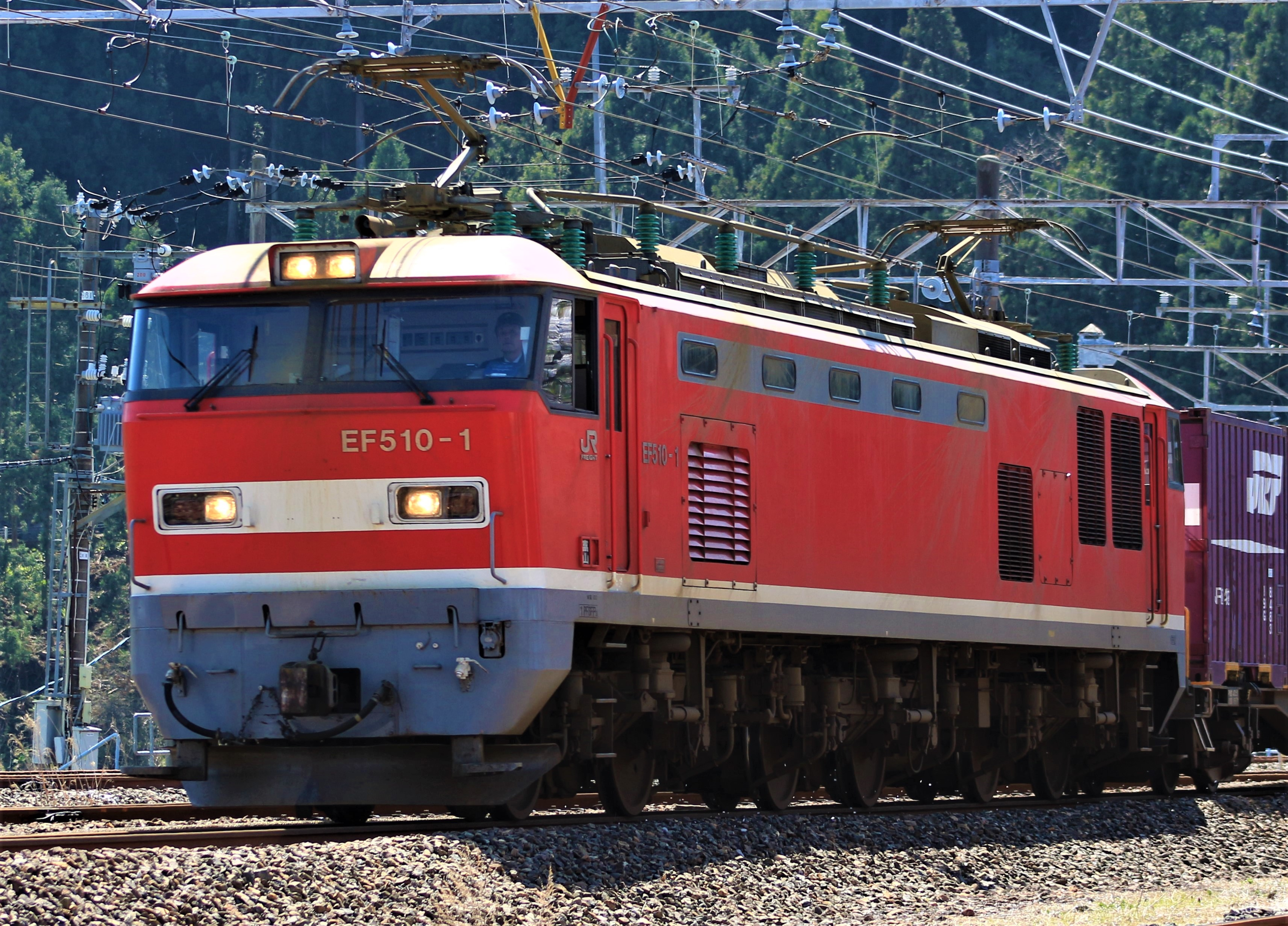
1号機（2022年4月）

#### 量産機（2 - 23号機）
2003年より製作された。先行量産機の運用成果を基に、各部に改良が見られる。
車体裾の白線は幅が狭く、車体側面にはJRFのロゴマークのほか、"RED THUNDER"のロゴマークが描かれている。なお、2020年（令和3年）11月以降は3号機を皮切りに、全般検査に応じてJRFロゴマークが消去されている。
2012年度落成機である21号機以降は、信号炎管が運転台助士側直上に移設され、後部標識灯のLED化がなされている。

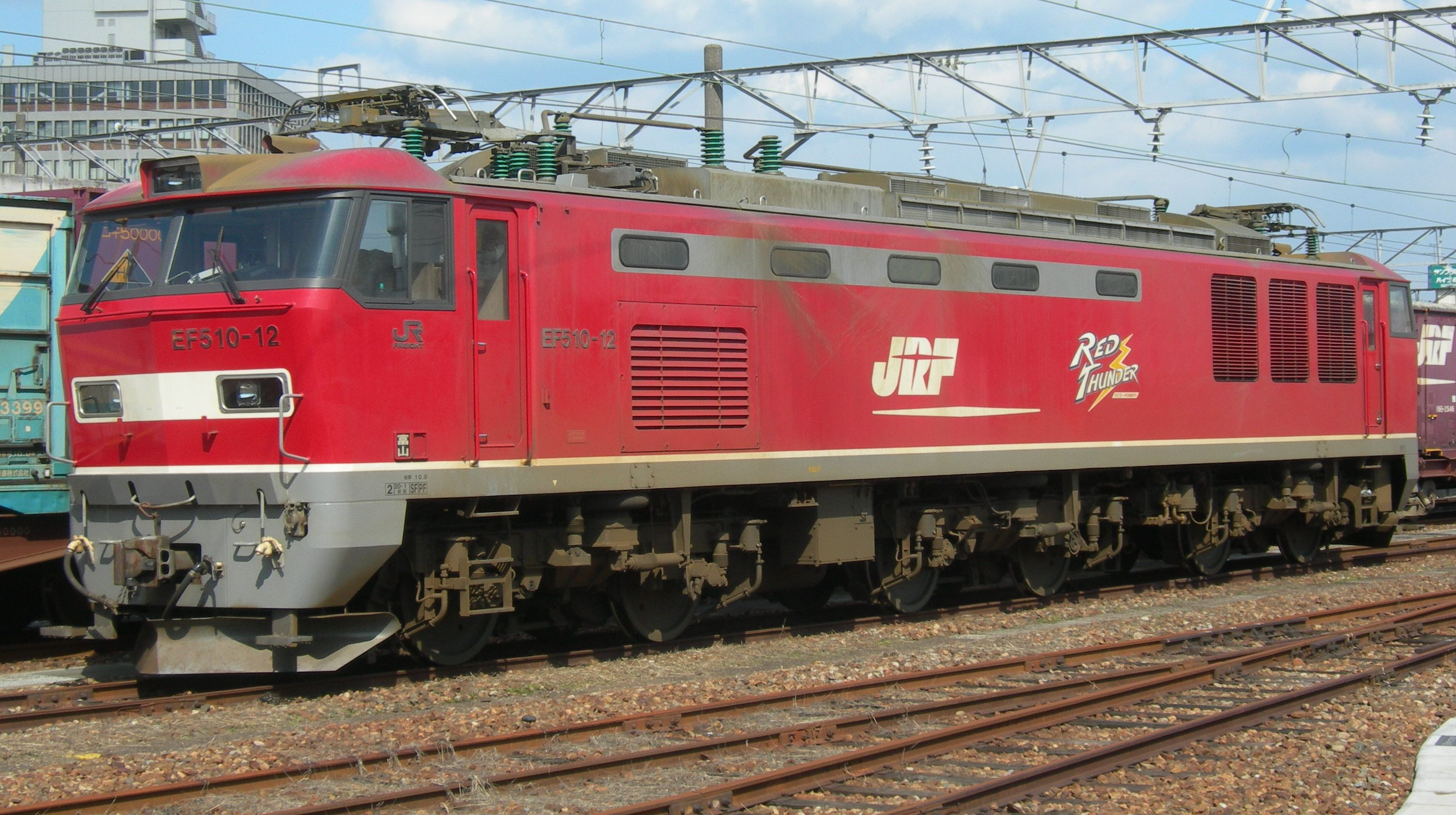
12号機（2009年3月）
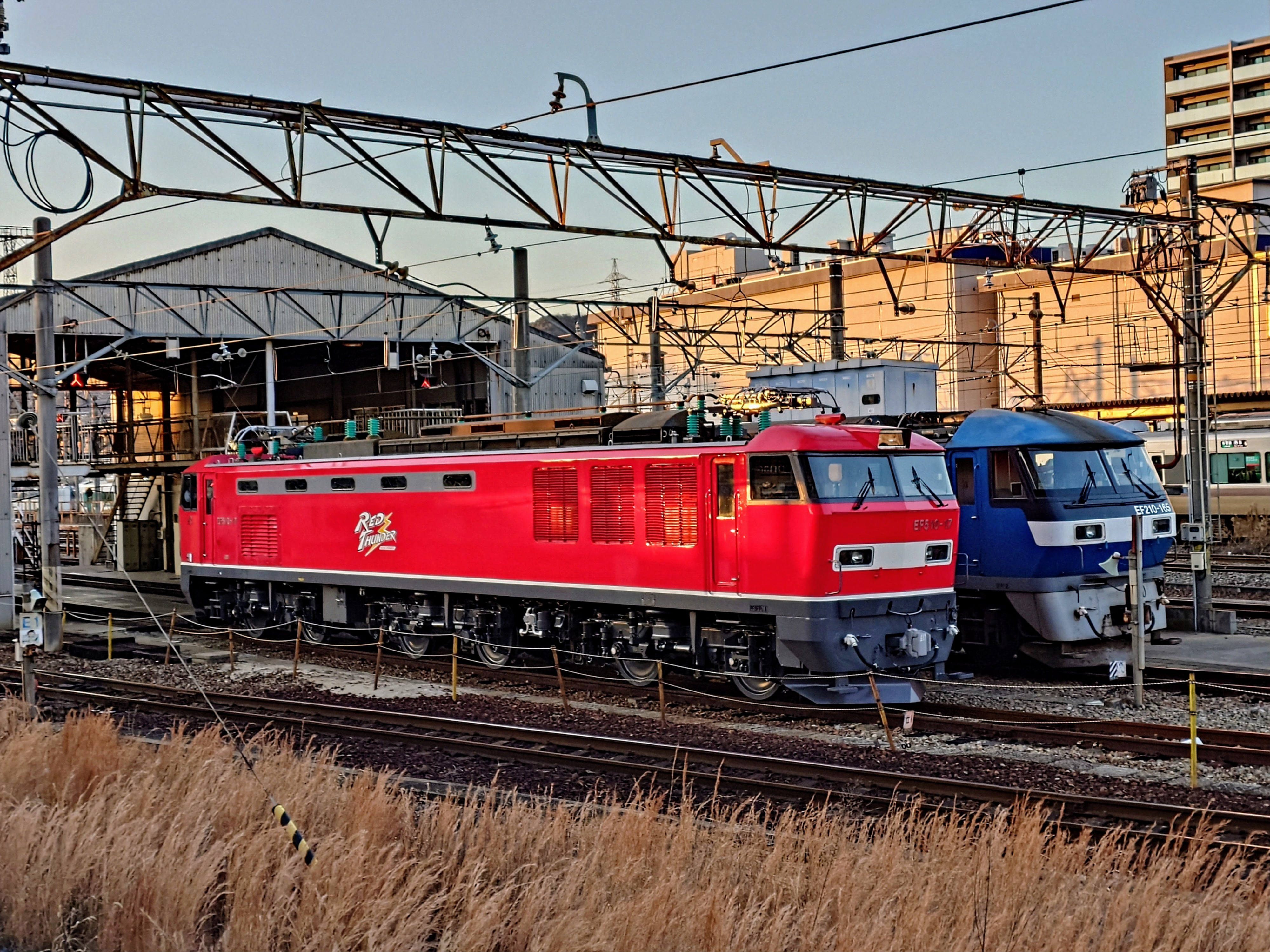
2025年2月出場の17号機（2025年2月・天神川駅）

### 500番台
JR東日本の寝台特急「北斗星」「カシオペア」牽引機更新のために、2009年から15両が製造された。
0番台を基本にATS-P・ATS-Psとデジタル無線およびブレーキ設定器に尾久 - 上野間での客車推進運転用のスイッチを設置し、東北本線黒磯駅の交直セクションを通過するための自動列車選別装置も装備していた。
0番台20号機までと比べて信号炎管が運転台助士側直上に移設、後部標識灯のLED化がなされており、500番台落成後に発注された21号機以降もこの変更に倣っている。
501 - 508・511 - 515号機は24系客車に準じた青い車体に流星をあしらい金色の帯を巻いた「北斗星」色、2010年（平成22年）に製作された509・510号機は、E26系客車に準じたシルバーメタリックの車体に流星と五本帯を入れた「カシオペア」色で落成した。

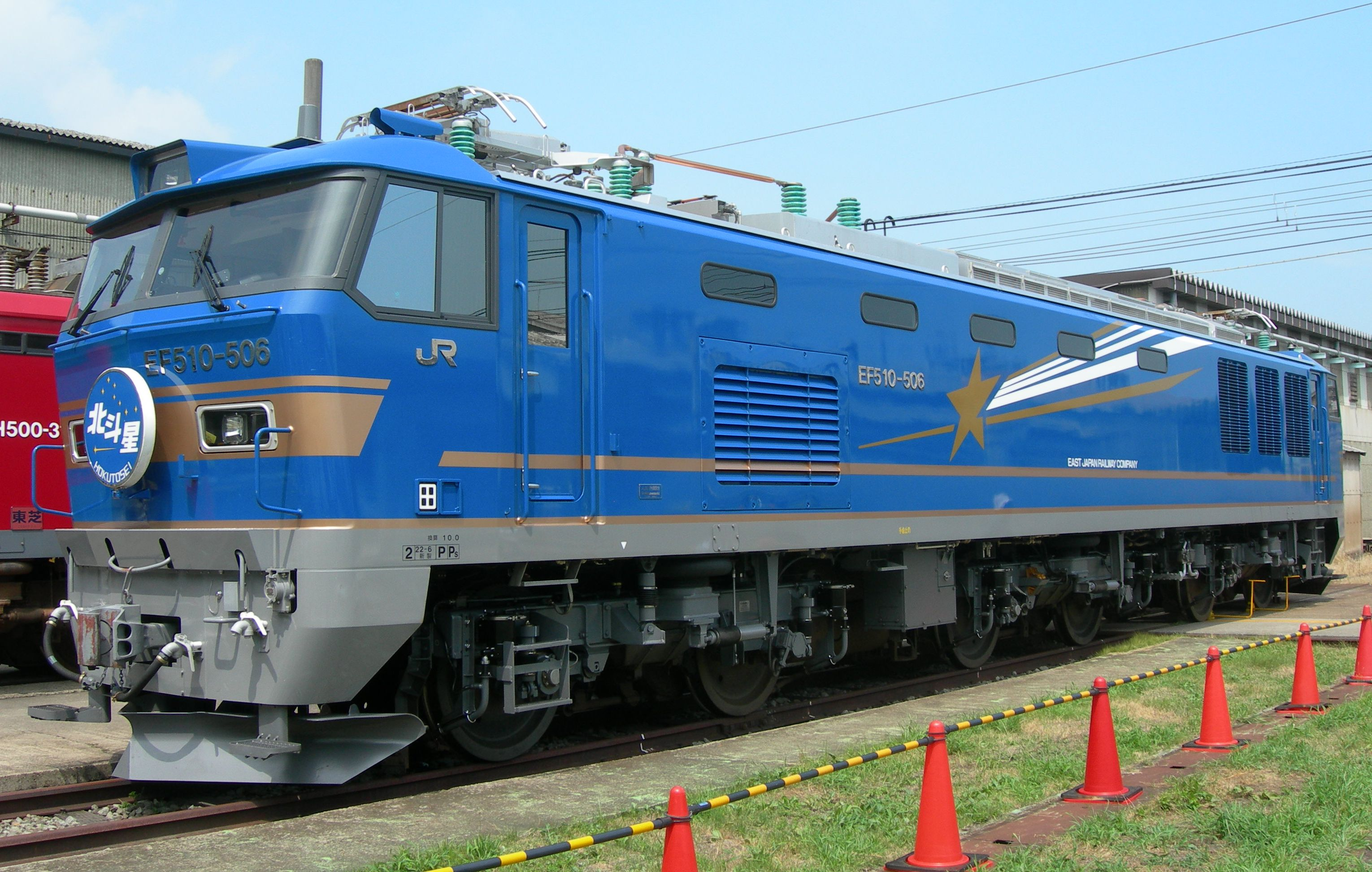
506号機（2010年8月）
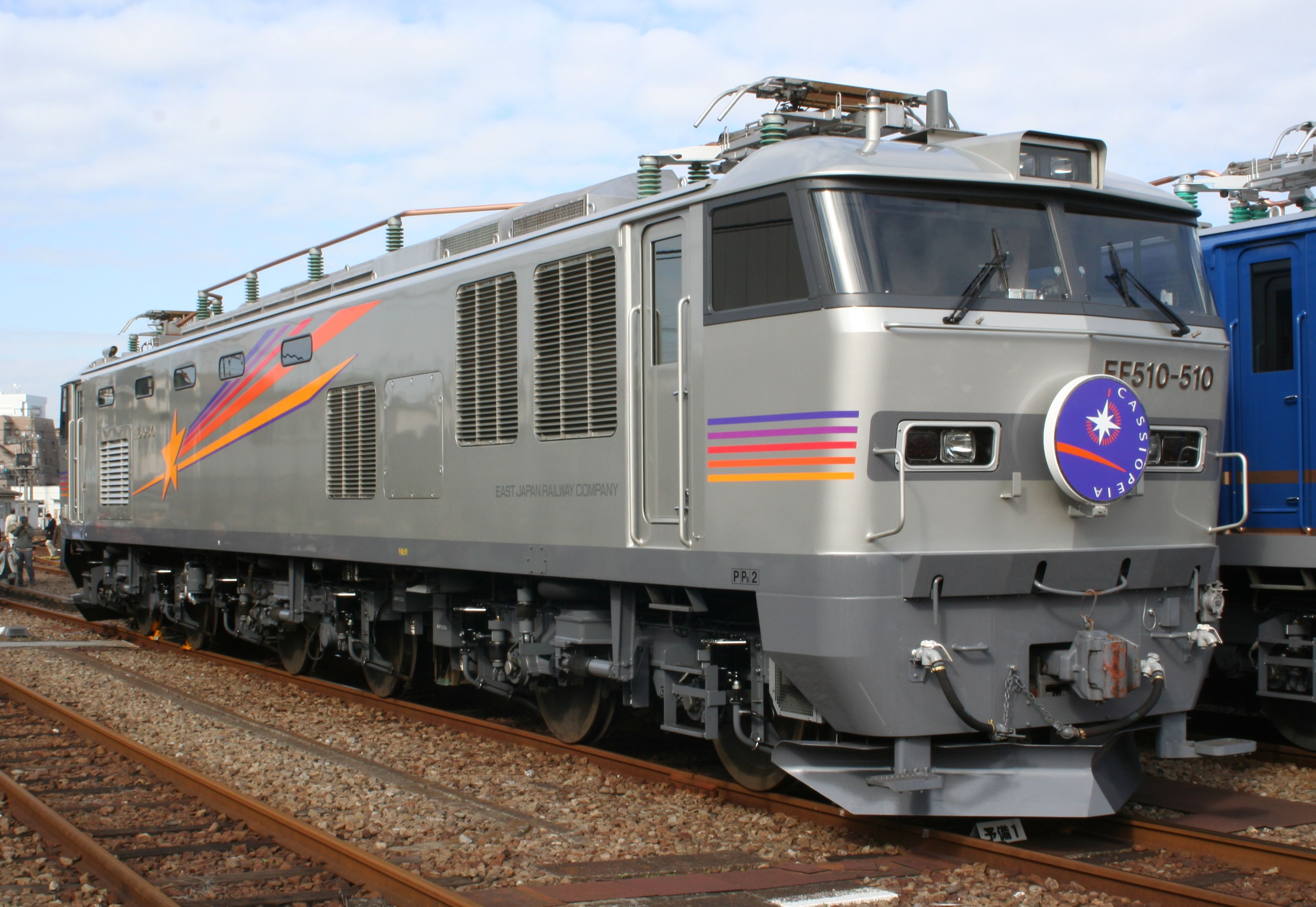
510号機（2010年11月）
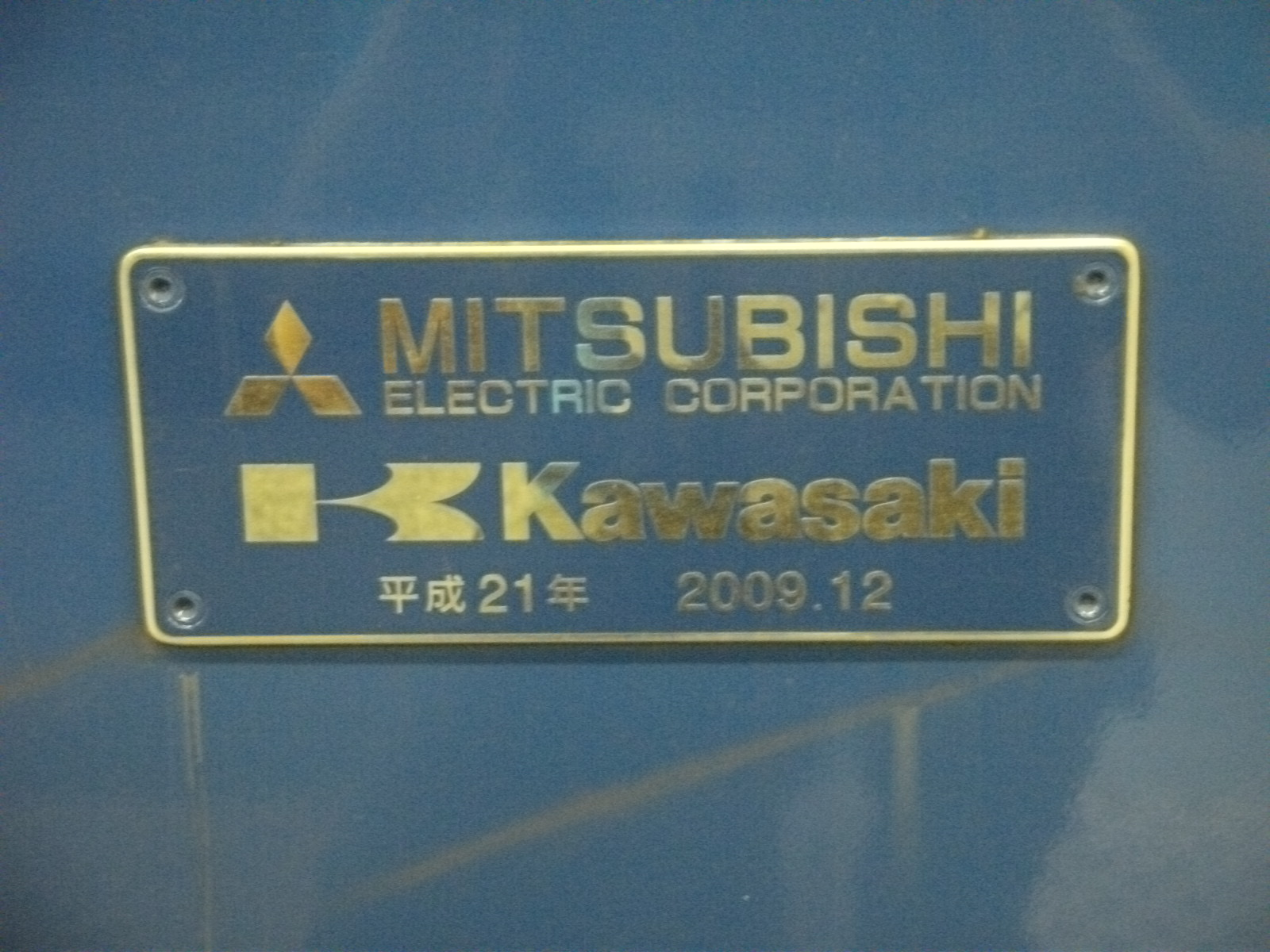
製造銘板「三菱＋川崎」

2011年（平成23年）5月20日、東日本大震災で運転を中止していた「北斗星」「カシオペア」の運行再開にあたり、東北・上越・長野の各新幹線車両と同様の復興推進キャンペーンのステッカーを貼付した。
| 506号機 前面 |  | 506号機 側面（キャンペーンステッカー貼付前） |
| 506号機 前面 |  | 506号機 側面（キャンペーンステッカー貼付前） |

#### JR貨物への売却による仕様変更
JR東日本の夜行寝台列車の全廃および貨物列車の受託解消に伴い、余剰となった501 - 508・511号機をJR東日本から購入。2015年度から2016年度にかけて509・510・512 - 515号機を購入し、JR東日本所属であった15両はすべてJR貨物へ売却された。外装は側面の流星マークと「EAST JAPAN RAILWAY COMPANY」のロゴが消され、東日本大震災復興キャンペーンのステッカーが外された以外は青地に金色のストライプもそのままで、車両番号の改変も行われていない。なお「カシオペア」色で落成した509・510号機は上記に加えて前面の虹色ラインのステッカーも外されている。
0番台との共通化として、保安装置のうちATS-Pを撤去して貨物対応のATS-PFとATS-SFに変更された。また、黒磯通過用の自動列車選別装置の車上子撤去、AW-5空気笛の操作レバー撤去、制輪子とパンタグラフ擦り板を貨物仕様に変更する等が行われた。
| 506号機JR東日本所属時、2位側の保安装置表示はATS-P･ATS-Psの2つ  |  | 506号機JR貨物移籍後、2位側の保安装置表示はATS-PF･ATS-SF･ATS-Psの3つに変更  |
| 506号機 JR東日本所属時、2位側の保安装置表示はATS-P･ATS-Psの2つ |  | 506号機 JR貨物移籍後、2位側の保安装置表示はATS-PF･ATS-SF･ATS-Psの3つに変更 |

### 300番台
2021年（令和3年）3月31日発表の2021年度事業計画で「故障による輸送障害を未然に防止するため老朽車両の取替を計画的に進め、九州地区については取替後にEF510形式機関車を導入することから、九州用に仕様変更したEF510形式の走行試験を行う」との記載がされた。
その後、同年10月15日発表のプレスリリースにて、九州仕様の番台区分を300番台とした。車体色はシルバーを基調に、赤のアクセントラインと愛称のロゴが入り、前照灯は白色LED式となった。機器面では従来の発電ブレーキに加えて、交流回生ブレーキを追加する。主変換装置・電子制御装置は初期設計から20年以上が経過しており、半導体素子等の主要部品に製造終了となったものが多いことから、部品は更新し従来機と互換性を有する機器構成とした。回生ブレーキは交流き電区間でのみ使用可能で、発電ブレーキと回生ブレーキの切換は主変換装置のソフトウェアの変更により行う。
九州島内の交流き電設備に合わせるため、入力電流制限機能を備え、架線からの入力電流をEF81形並みに制限することが可能であり、その切換は運転台コンソールに設置した電流制限選択スイッチにより行う。
先行機の301号機は川崎車両での報道公開を経て、2021年12月に納車されており、2023年3月に本格導入の予定。2023年からの数年で計17両の配備が予定されている。
2023年度から量産機の製造が開始された。九州島内の交流電化区間で専ら運用され、交流回生ブレーキを常用することから、量産機ではブレーキ抵抗器を省略しており、車体側面及び屋上モニター屋根部分にあるブレーキ抵抗器通風口に蓋が取り付けられて塞がれている。

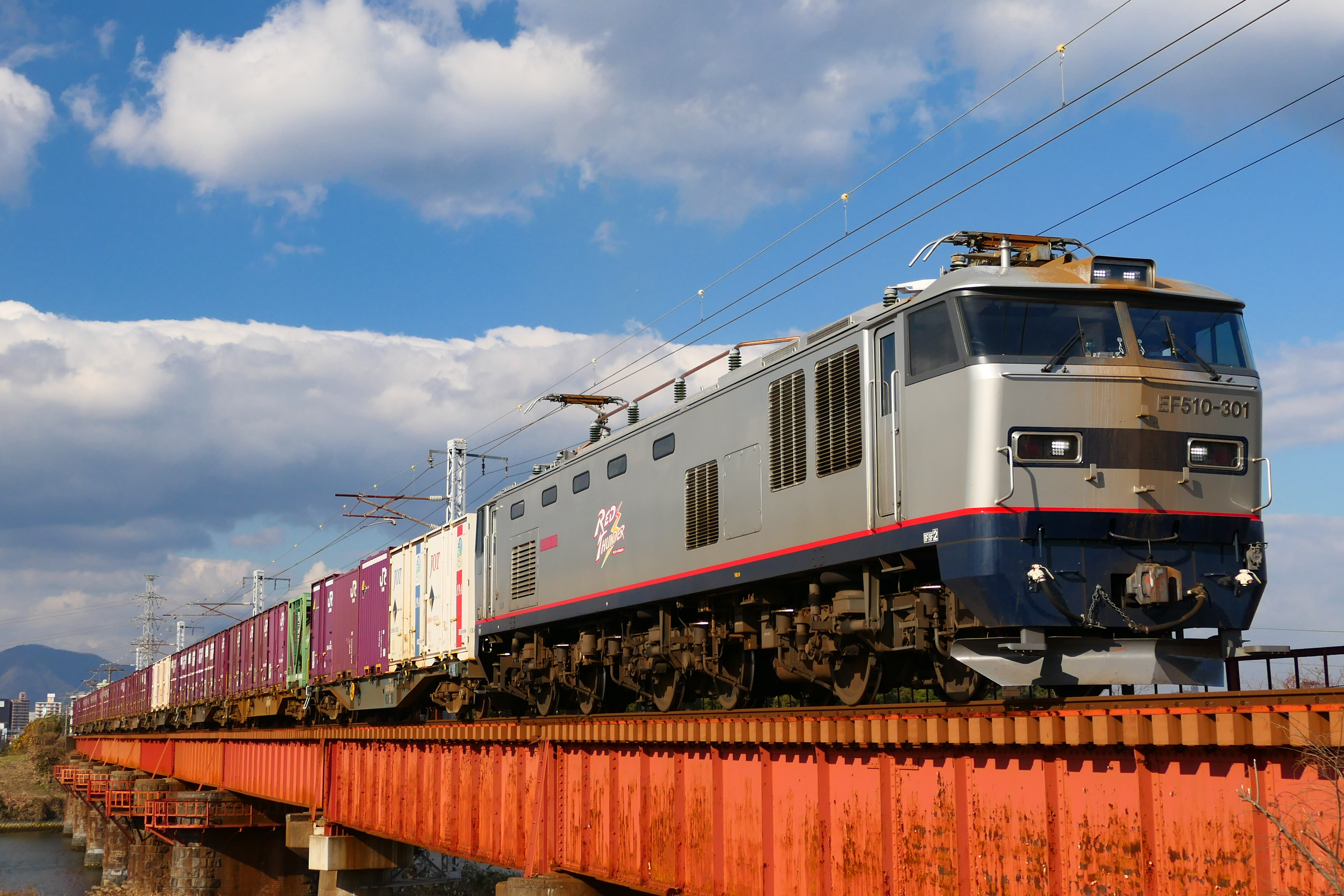
301号機（2024年1月）
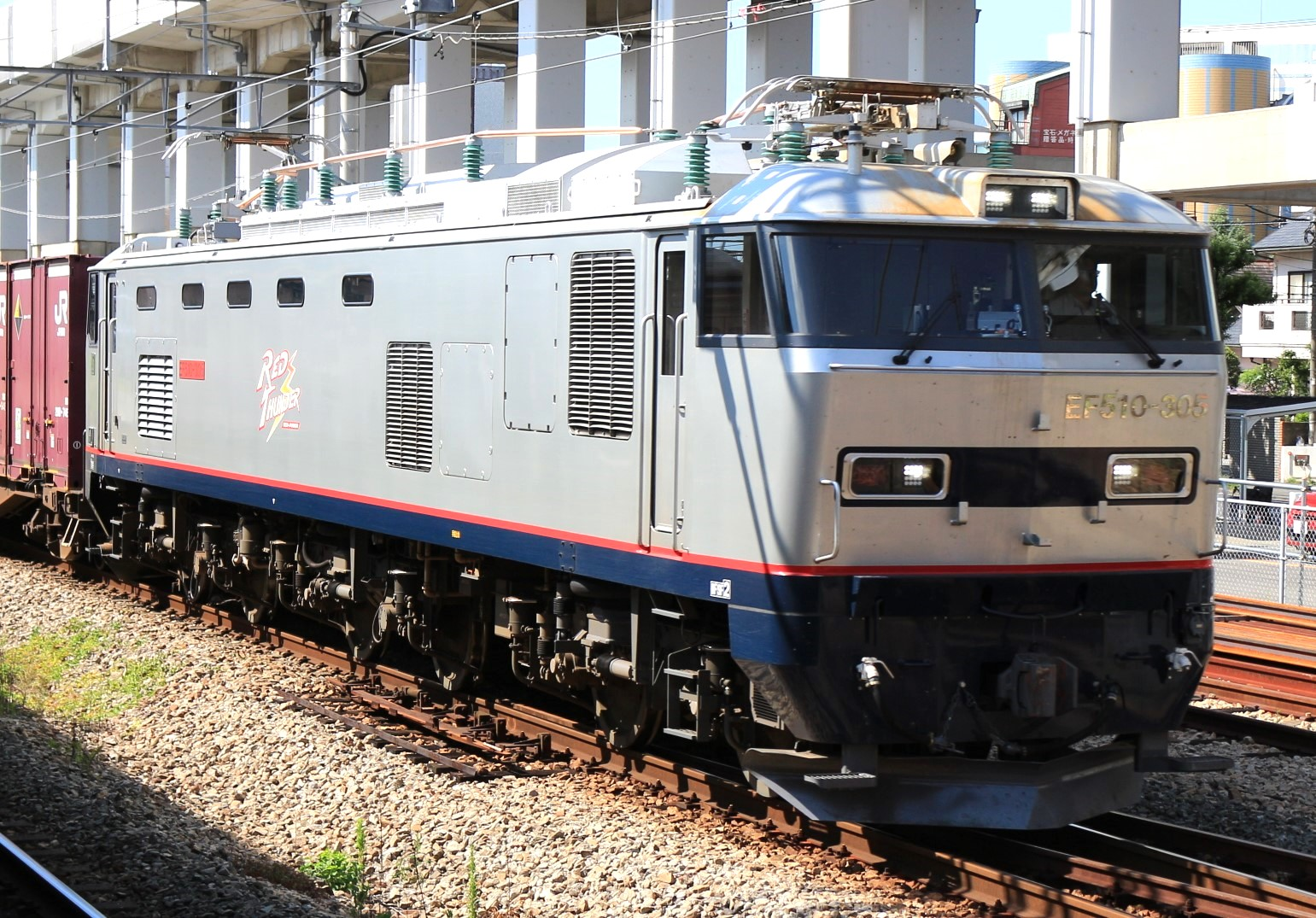
305号機（2024年8月）

## 運用

### JR貨物
| 年度     | 両数 |
| -------- | ---- |
| 2001年度 | 1両  |
| 2002年度 | 0両  |
| 2003年度 | 2両  |
| 2004年度 | 3両  |
| 2005年度 | 1両  |
| 2006年度 | 4両  |
| 2007年度 | 2両  |
| 2008年度 | 3両  |
| 2009年度 | 4両  |
| 2010年度 | 0両  |
| 2011年度 | 0両  |
| 2012年度 | 2両  |
| 2013年度 | 1両  |
| 2021年度 | 1両  |
| 2023年度 | 7両  |
| 2024年度 | 9両  |

JR貨物においては本形式は0番台/500番台が富山機関区に、300番台が門司機関区に配置され、2025年現在で55両（1 - 23・501 - 515号機・301 - 317号機）が在籍する。0番台/500番台とも運用は共通となっている。
日本海縦貫線の全区間で使用することを想定した形式で、吹田貨物ターミナル・大阪貨物ターミナル - 青森信号場間の大多数の貨物列車に運用されるようになったが、一部は百済貨物ターミナルや山陽本線岡山貨物ターミナルやあおなみ線名古屋貨物ターミナルや東海道本線大府まで運用されている。
製作当初より日本海縦貫線に集中して投入され、当初は大阪貨物ターミナル - 新潟貨物ターミナル間で運用されていたが、2007年（平成19年）3月ダイヤ改正では青森信号場まで、2012年（平成24年）3月ダイヤ改正では城東貨物線・おおさか東線を経由して百済貨物ターミナルまで運用を拡大した。
以降の本系列は直流電化区間のみの運用にも充当されるようになり、2015年（平成27年）3月改正では山陽本線岡山地区、2017年（平成29年）3月改正では東海道本線中京地区への乗り入れが開始した。岡山貨物ターミナルや名古屋貨物ターミナルまでの運用のほか、2022年（令和4年）3月改正では東海道本線の大府駅と美濃赤坂駅、中央本線の多治見駅までの運用も開始し、運転区間は徐々に拡大し続けている。
300番台は九州島内の交流電化区間で専ら運用される。量産先行機の301号機は2023年2月から日豊本線北九州貨物ターミナル - 延岡間で運用を開始し、量産機の302 - 308号機が投入された2024年3月16日のダイヤ改正で、日豊本線の定期貨物列車は全て本形式による運用が所定となり、他に鹿児島本線・長崎本線の北九州貨物ターミナル - 鹿児島貨物ターミナル・鍋島間での運用も開始した。309 - 317号機の投入により所要の17両が揃った2025年3月15日のダイヤ改正で、鹿児島本線鳥栖貨物ターミナル以南及び長崎本線も全て本形式による運用が所定となり、ED76形及びEF81形の運用を置き換えた。
専ら貨物列車の牽引に使用されているが、2007年にはJR発足20周年記念イベントでの24系客車「夢空間」、12系「SLばんえつ物語」の旅客列車牽引に6号機が使用された事例もある。

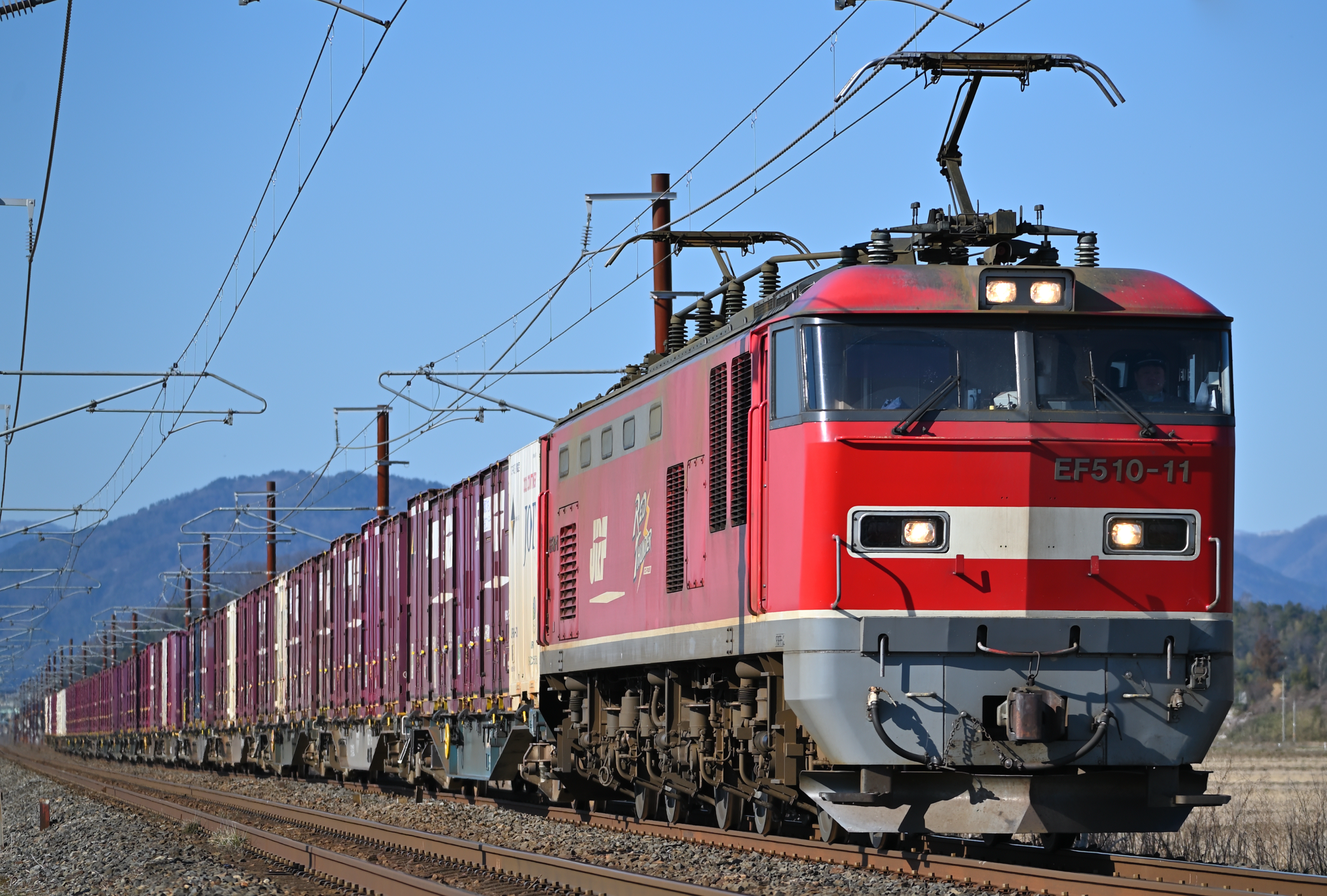
日本海縦貫線で運用される11号機（2023年2月）
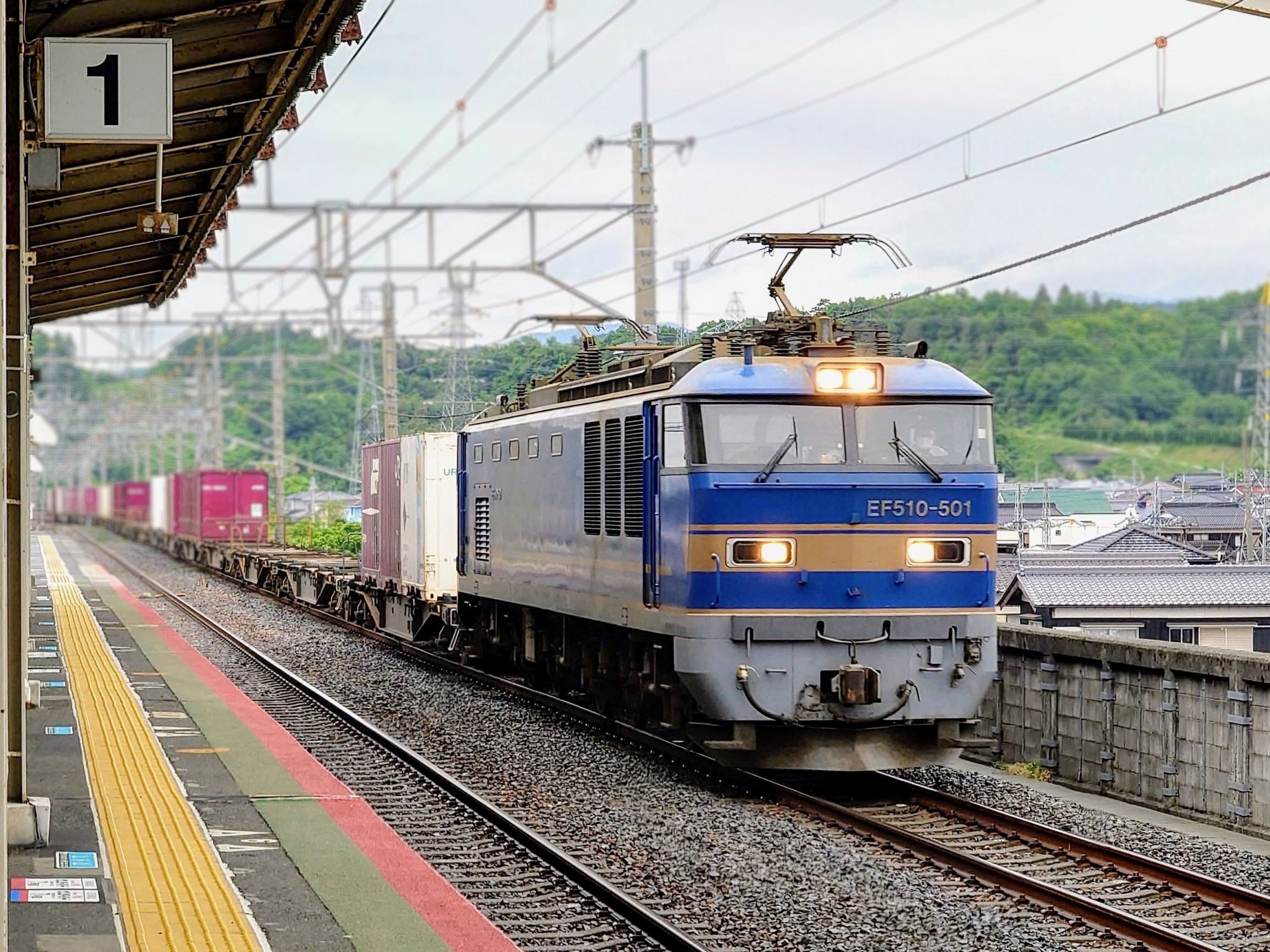
湖西線・近江今津駅に停車する501号機（2024年5月）

### JR東日本
| 年度     | 両数 |
| -------- | ---- |
| 2009年度 | 1両  |
| 2010年度 | 14両 |

JR東日本においては、田端運転所に在籍するEF81形の置換用として本形式を15両新製し使用することとなった。2009年12月に1両目となる501号機が登場したのち、各使用線区での試運転や乗務員訓練と並行して製造が続けられ、2010年10月までに全15両が出揃った。
500番台は、2010年6月25日から上野発札幌行き「カシオペア」より運用を開始した。さらに、同年7月14日からは同区間の「北斗星」での運用を開始した。また、同年11月17日には新小岩操駅 - 金町駅 - 田端操駅間の工事臨時列車を、さらに同年12月1日からは常磐線の貨物列車牽引を開始した。
2013年（平成25年）時点では「北斗星」「カシオペア」を中心に、臨時列車や配給列車にも使用されていた。 2012年には東日本大震災の復興支援を目的として四国旅客鉄道（JR四国）、JR東日本、JR貨物3社共同により、「アンパンマントロッコ」を岩手・宮城・福島・茨城・千葉の各県で運行することとなった。その運行線区の一つである常磐線では唯一電気機関車による牽引となり、この500番台がキクハ32-502（「アンパンマントロッコ」）と控車であるキハ185-26を牽引した。
なお、2013年3月16日ダイヤ改正で田端運転所の貨物輸送受託が終了したため、常磐線を中心とした貨物列車の運用はEH500形に変更された。これにより車両に余剰が発生し、501 - 508・511号機は運用から外されて保留車となった。これら保留車は同年7月23日から26日にかけてJR東日本での車籍を失い、2013年7月26日からJR貨物高崎機関区に配給輸送され、その後JR貨物東新潟機関区、JR貨物富山機関区へと順次輸送された。2013年9月24日に吹田機関区に入場していた511号機がJR貨物仕様の保安装置への換装等の整備を受け、富山機関区に無動力回送された。
2015年8月22日の北斗星運行終了に伴い、同年12月13日に512・513・515号機が、2016年2月3日に514号機が富山機関区に無動力回送された。最後に残った509・510号機は、2016年3月21日までカシオペアを牽引し、同月31日に無動力回送で田端運転所を離れた。これにより、JR東日本における本形式は運用が終了した。

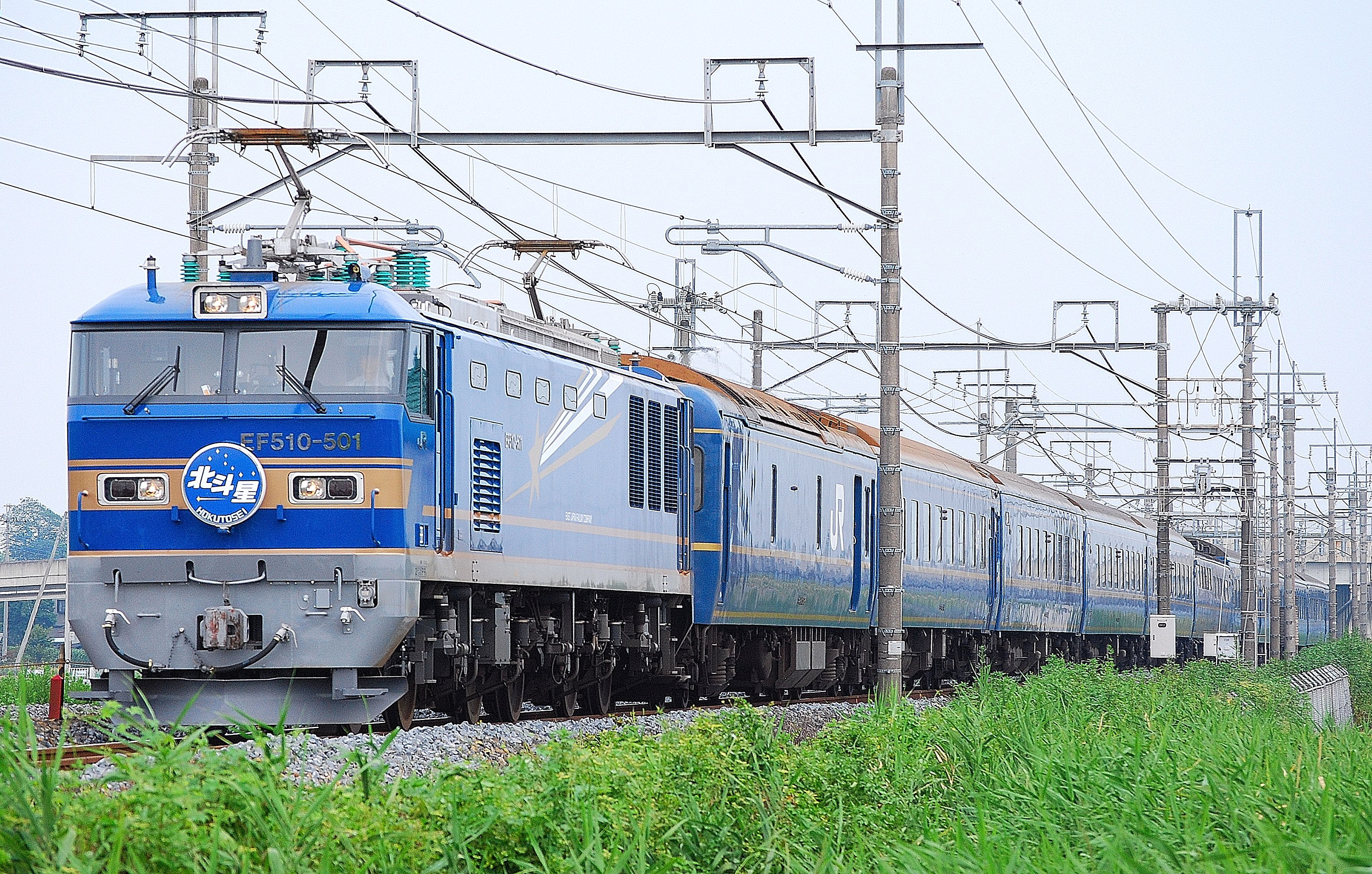
「北斗星」を牽引する501号機（2010年9月）
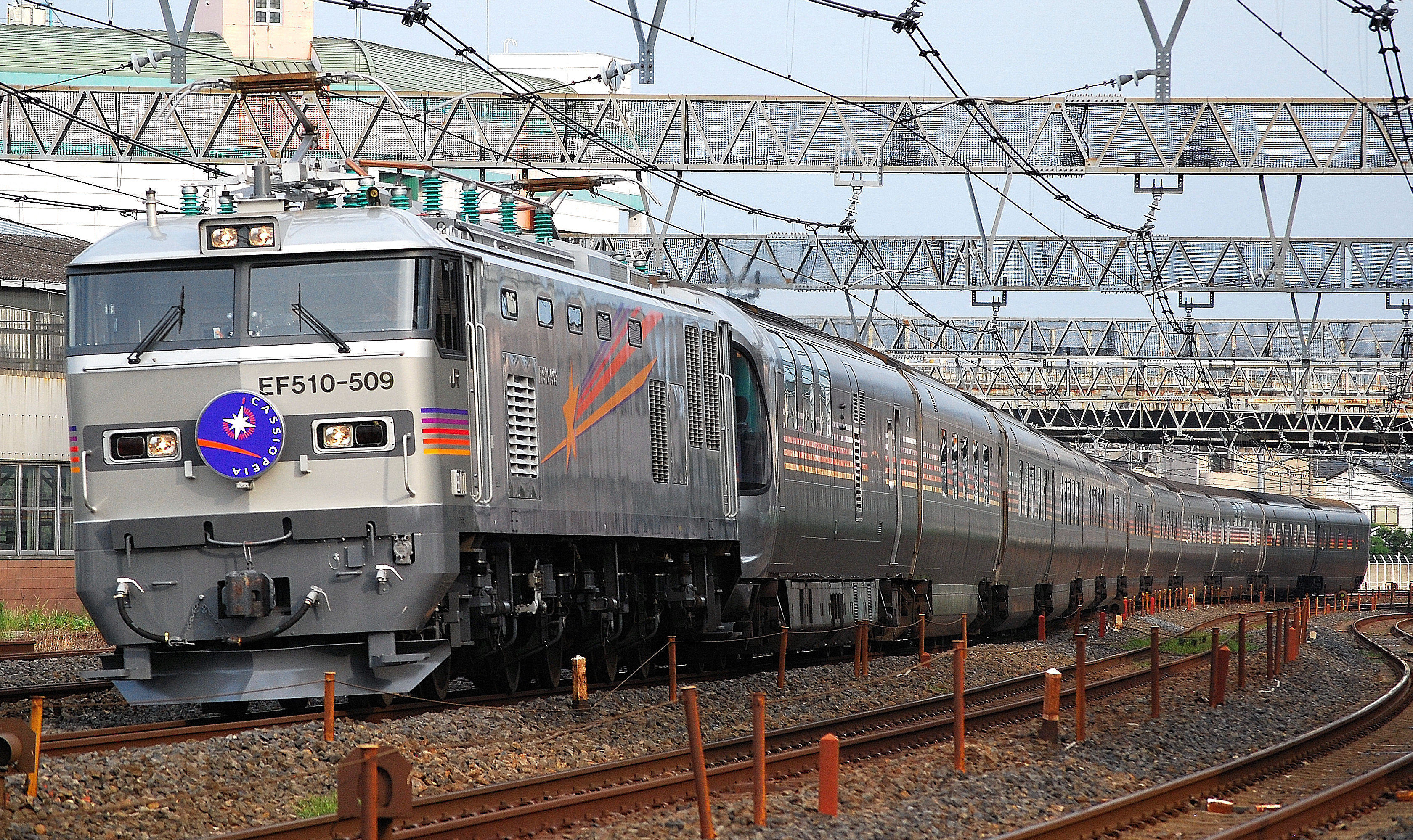
「カシオペア」を牽引する509号機（2010年8月）
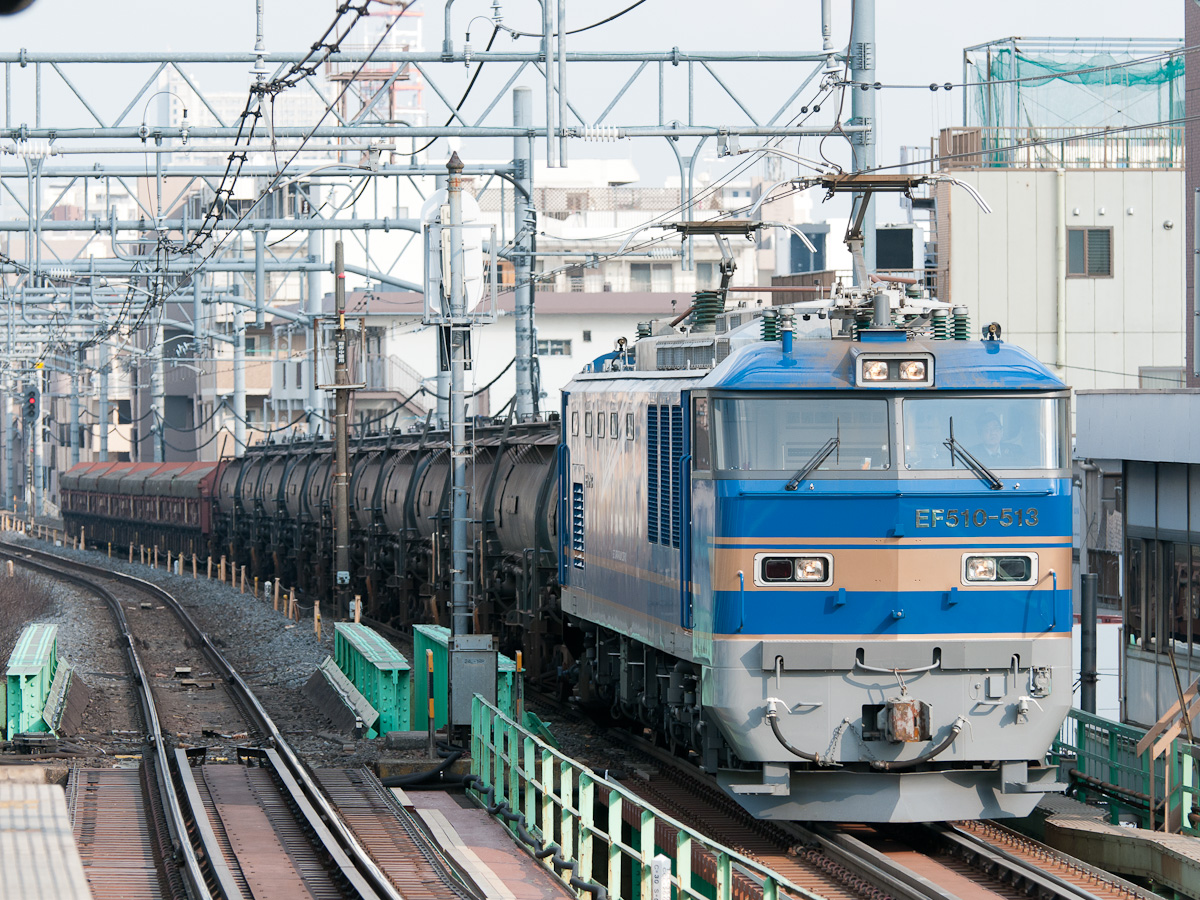
安中貨物で運用される513号機（2011年3月）